# Столбяное
Столбяное — ныне не существующая деревня на территории Свердловской области России. Деревня была упразднена в декабре 1976 года и на момент упразднения относилась к Нейво-Рудянскому поселковому Совету города областного подчинения Кировграда.

## География
На месте деревни Столбяное осталось одноимённое урочище, которое ныне находится в административных границах посёлка Нейво-Рудянка. Оно расположено за железнодорожной веткой Верхнетагильская — Нейва, в одном километре севернее от жилых кварталов Нейво-Рудянки.
Сюда ведёт грунтовая дорога — ответвление на восток от меридионально вытянутого участка Старой Невьянской дороги (продолжение рудянской улицы Ленина). Дорога начинается от правого поворота за переездом и ведёт до урочища параллельно железной дороге (с запада на восток). Длина дороги — около одного километра.

## История
В XIX — нач. XX вв. деревня Столбянная относилась к Нейво-Рудянской волости Екатеринбургского уезда Пермской (до 1919 г.) и Екатеринбургской (в 1919—1923 гг.) губерний.
Деревня Столбяное была упразднена 30 декабря 1976 года решением облисполкома № 1099.